# Маркус, Давид Даниэль
Давид Даниэль Маркус (англ. David Daniel Marcus; 1901—1948) — американский юрист и военный деятель, командующий Иерусалимским фронтом во время Войны за независимость Израиля.
Родился в семье эмигрантов из Российской империи. Окончил среднюю школу и получил традиционное еврейское образование в Бруклине. В 1920 г. поступил в Военную академию США Вест-Пойнт, которую окончил в 1924 г. Одновременно учился в Юридической школе Бруклина. В 1927 г. вышел в отставку. В 1931-33 гг. работал помощником прокурора Южного округа Нью-Йорка. В 1934 г. переведен первым помощником начальника Департамента исполнения наказаний города Нью-Йорка. В 1940 г. — начальник департамента, после вступления США в войну вернулся в армию.
В звании подполковника занимал должность дивизионного юриста и начальника штаба дивизии. В 1943 г. назначен в департамент гражданских дел министерства обороны США. Он был в составе американской делегации на Тегеранской конференции в Ф. Рузвельта, У. Черчилля и И. Сталина в 1943 г. В 1944 г. принимал участие в высадке союзников в Нормандии 6 июня 1944 г., во время которой впервые совершил прыжок с парашютом. Принимал участие в боевых действиях в Европе и на Тихом океане.
В 1945 г. был в составе американских делегаций на конференции в Ялте и Потсдамской конференции. В том же году назначен в штаб генерала Л. Д. Клея — главы администрации американской зоны оккупации послевоенной Германии. В 1946 г. вызван в Вашингтон и назначен начальником Управления по делам военных преступников в министерстве обороны США. В 1947 г. Маркус демобилизовался из армии в звании полковника. Награждён американскими и английскими орденами.
На службе в американской оккупационной зоне в Германии, Маркус неоднократно сталкивался с проблемами евреев, узников нацистских лагерей смерти и перемещенных лиц. Занявшись после отставки частной практикой, он открыл юридическую контору в Нью-Йорке, в которой активно помогал представителям Хаганы находить и отправлять в Эрец-Исраэль ветеранов Второй мировой войны.
В конце января 1948 г. Маркус приехал в Палестину и вступил в Хагану под именем Микки Стоуна. По просьбе Д. Бен-Гуриона изучал положение дел в Хагане. В представленном отчете писал, что Пальмах и Хагана «располагают прекрасным, смелым человеческим материалом, но командиры умеют руководить только отделениями и взводами». По поручению Д. Бен-Гуриона совместно с И. Ядином, начальником оперативного отдела Хаганы, разработал план обучения личного состава в условиях, приближенных к боевым. Участвовал в создании в Израиле современной армии.
 Он был лучшим человеком из всех, с кем мы имели дело
Зимой-весной 1948 г. принимал активное участие в военных действиях, организуя удары по палестинским отрядам и по вторгшейся в Израиль на юге египетской армии. После провозглашения независимости и создания Армии обороны Израиля был назначен командующим иерусалимским фронтом 28 мая 1948 г. Первым в стране получил звание Алуф (соответствует должности командира фронта, после утверждения системы званий — бригадного генерала).
Был по ошибке застрелен израильским часовым в ночь на 11 июня 1948 года, когда вступило в силу соглашение о первом перемирии между Израилем и арабскими странами. С военными почестями тело было переправлено в США, где был похоронен в Вест-Пойнте.

## Память
В честь Маркуса были названы киббуц Мишмар-Давид в Шфеле, школа в Бруклине. В 1962 г. Т. Беркман опубликовал его биографию «Отбрасывающий огромную тень», по которой был снят одноименный фильм (1966)IMDb с К. Дугласом в главной роли. В Кирьят-Йеарим, к западу от посёлка Абу-Гош, установлен памятник Давиду Маркусу.